# Guerra civile seleucide (152-150 a.C.)
La guerra civile seleucide del 152 - 150 a.C. fu un conflitto armato combattuto all'interno dell'impero seleucide tra il sovrano della dinastia regnante, Demetrio I Sotere, e la forze di un ribelle, Bala, sostenuto da vari monarchi esteri. La guerra si risolse con la morte di Demetrio I in favore del secondo, che salì al trono con il nome di "Alessandro I".

## Antefatti
Demetrio I salì al trono dell'impero seleucide nel 162 a.C., dopo aver fatto assassinare il cugino, Antioco V, allora regnante, e la sua politica da subito espansiva gli inimicarono diversi regni vicini, tra cui l'Egitto tolemaico, l'Armenia, Pergamo e la Cappadocia. Un evento importante nel suo regno e determinante per la sua caduta avvenne nel 160 a.C., quando Demetrio I sconfisse Timarco, satrapo di Babilonia, che si era autoproclamato re della Media. Eraclide, un fratello di Timarco e ministro delle finanze sotto Antioco IV, si recò in Cilicia, dove conobbe il giovane Bala e sua sorella; egli li mantenne e nell'estate del 153 a.C. li portò a Roma, dove fece in modo che il Senato riconoscesse il giovane come legittimo sovrano dell'impero, in quanto figlio di Antioco IV (la veridicità di tale discendenza è però dubbia).

## Guerra
Bala radunò quindi un esercito di mercenari, con fondi ricevuti da Roma, dal re di Pergamo Attalo II, dal re d'Egitto Tolomeo VI e dal re di Cappadocia Ariarate V, e invase la Fenicia nell'estate del 152 a.C., sbarcando nella città di Tolemaide di Fenicia. Entro l'anno successivo Bala riuscì a conquistare vasti territori, tra cui le città di Seleucia di Pieria, Biblo, Berito e Tiro e tra lui e Demetrio si aprì uno scontro per trovare l'appoggio di Gionata Maccabeo, capo giudeo; questi si schierò con Bala dietro la promessa della carica di alto sacerdote di Gerusalemme e, con queste ulteriori forze, il ribelle marciò contro Demetrio I. I due si scontrarono a luglio del 150 a.C. ad Antiochia: durante la battaglia Demetrio I perse la vita e Bala vinse definitivamente la guerra.

## Conseguenze
Bala fu riconosciuto come sovrano da tutti i territori dell'impero e assunse il nome di "Alessandro I"; il nuovo re fece uccidere Laodice V e Antigono, moglie e figlio maggiore di Demetrio I, nonché molti collaboratori e amici del vecchio monarca e sposò Cleopatra Tea, figlia del re d'Egitto Tolomeo VI. Gli altri figli di Demetrio I, Demetrio e Antioco, erano però riuscito a fuggire a Creta; pochi anni più tardi il maggiore tornò in Siria, scatenando una nuova guerra civile.